# Комиссар Алекс

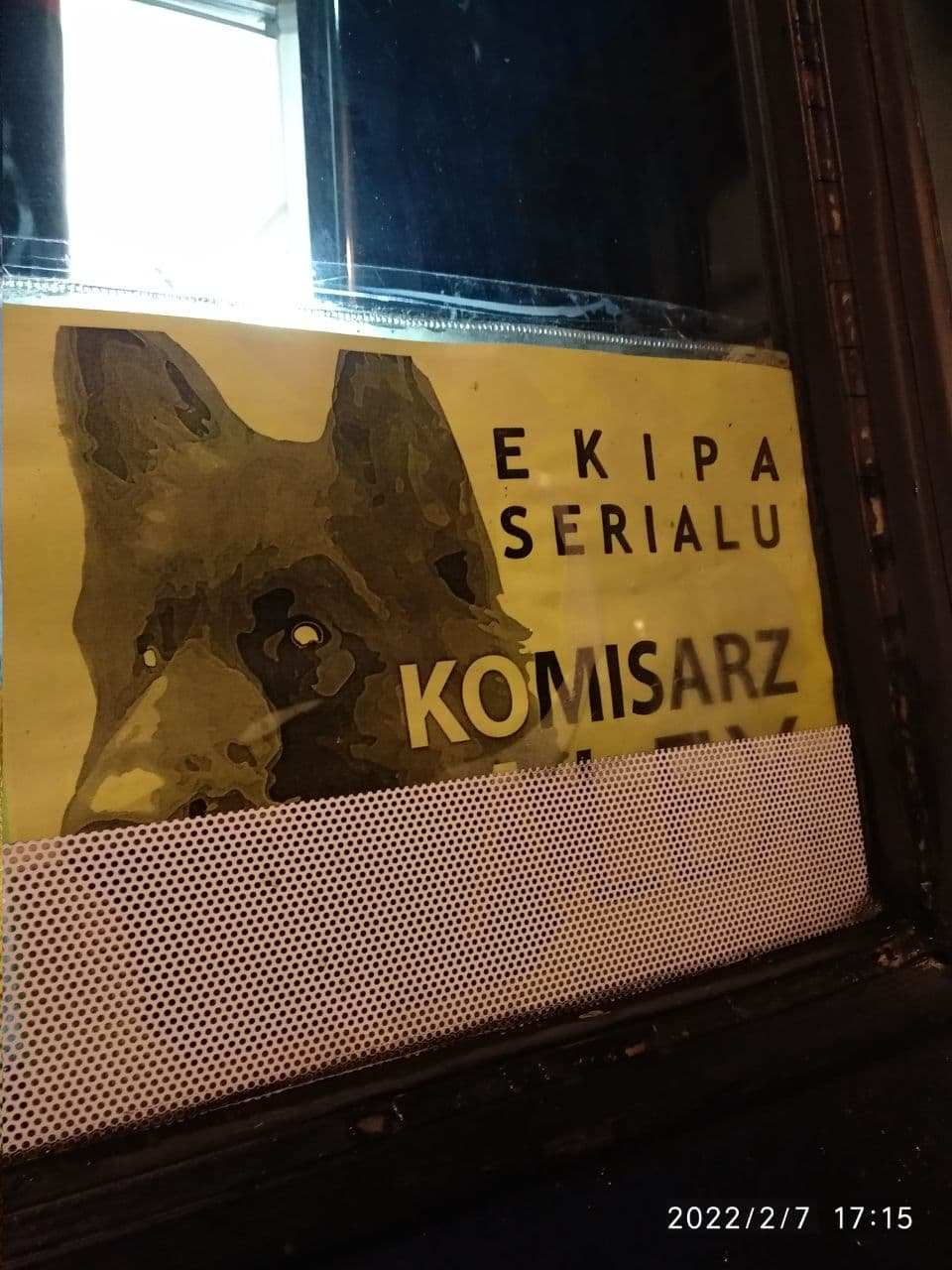

«Комиссар Алекс» (пол. Komisarz Aleks) — польский детективный телесериал режиссёра Роберта Виховского.
Премьера состоялась 3 марта 2012 года на телеканале TVP1.
Главную роль исполнила немецкая овчарка — Рокки Матадор.

## Сюжет
Комиссар полиции Марек Бромский расследует различные убийства вместе со своим напарником — собакой по кличке Алекс, которая помогает в раскрытии преступлений.

## В ролях
В главных ролях

Хозяева Алекса

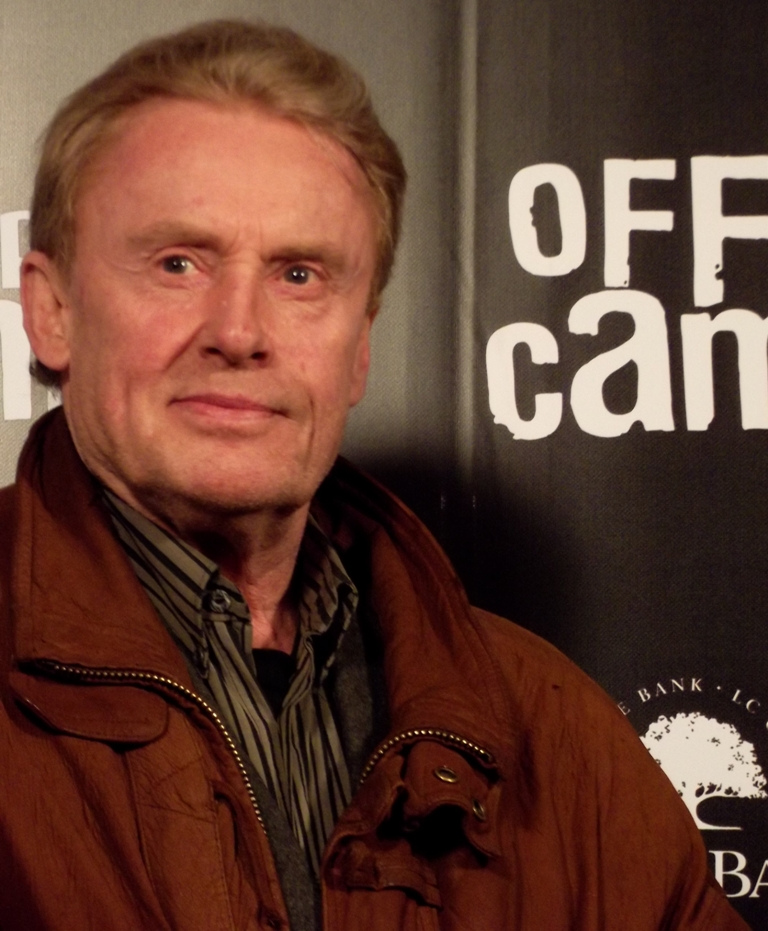
Даниэль Ольбрыхский в роли Густава Майера

- Овчарка Рокки Матадор — Алекс / Alex
- Якуб Весоловский — Марек Бромский / Marek Bromski (1-3 сезоны)
- Антони Павлицкий — Михал Орлич / Michał Orlicz (3-8 сезоны)
- Кристиан Вичорек-Петр Гурский/Piotr Górski (9-16 сезоны)
- Войцех Червинский-Адам Вильчак/Adam Wilczak (16-19 сезоны)
- Яцек Кнап-Анджей Сохон/Andrzej Sochoń (19 сезоны)

- Магдалена Валах — Люцина Шмидт / Lucyna Szmidt (1-7, 10-16 сезоны)
- Иренеус Чоп — Рышард Пухала / Ryszard Puchała (1-10 сезоны)
- Агнешка Вендлоха-Ева Крассовская/Ewa Krassowska (8 сезоны)
- Каролина Нольбжак-Нина Крук/Nina Kruk (6, 9-11 сезоны)
- Пётр Бондыра-Гутек Бельский/Cutek Bielski (11-19 сезоны)
- Беата Фидо-Марта Грабская/Marta Grabska (8-19 сезоны)
- Дорота Кремпа-Ягода Валигора/Jagoda Waligóra (15-18 сезоны)

## Серии
Сезон 1
1. Привет из Лодзи (03.03.12.)
2. Избежать смерти (10.03.12.)
3. Медведи-убийцы (17.03.12.)
4. В ловушке (24.03.12.)
5. Под улицами Лодзи (31.03.12.)
6. Совершенное убийство (07.04.12.)
7. Смертельно хороший план (14.04.12.)
8. Первая премия (21.04.12.)
9. Наследство (28.04.12)
10. Пропажа пожилых женщин (05.05.12.)
11. Смерть в парке (12.05.12.)
12. Амок (19.05.12.)
13. Цель: Алекс (26.05.12.)

Сезон 2
- Убийственное лето (08.09.12.)
- Молчаливый шепот (15.09.12.)
- Неудачное фото (22.09.12.)
- Слепой свидетель (29.09.12.)
- Опасная погоня (06.10.12.)
- Следы крови (13.10.12.)
- Похищение (20.10.12.)
- Запах преступления (27.10.12.)
- Смерть в маске (03.11.12.)
- Смертельная доза (10.11.12.)
- Правдива смерть (17.11.12.)
- Три секунды (24.11.12.)
- Последнее дело Люцины (01.12.12)
- Сезон 3
- Смертельная власть.
- Билет в смерть.
- Секрет.
- Четвероногий Ангел — Хранитель.
- Смерть в ресторане.
- Смерть Бромского.
- Новый.
- Коллекционер кукол.
- Диагноз убийство
- Под гипнозом.
- Город в страхе.
- Почему умер Ромео?
- Кроваво — красные розы.
- Сезон 4
- Месть.
- Опасные связи.
- Погребенная заживо.
- Человек без лица.
- Вуайерист
- Кровные узы.
- Знак сатаны.
- Похищенное счастье.
- Последняя жемчужина.
- Сохраняя веру.
- Убийственный план.
- Смерть девушки.
- Опасная работа.
- Сезон 5
- Письмо смерти.
- Жестокая правда.
- Потерянный.
- Секрет исповеди.
- Смертельный газ.
- Убийственная игрушка.
- Завещание.
- Жестокая игра.
- Дикий зверь.
- Смертельные гонки.
- Самосуд.
- Смертельный секрет.
- Слепая ярость.
- Сезон 6
- Выкуп.
- На полной скорости.
- Беглецы.
- Братоубийство.
- Восставшие из мертвых.
- Смерть в музее.
- Человек, который смотрит.
- Красивая смерть.
- Смертельное Таро.
- Лунный убийца.
- Большой куш.
- Лошадь, стоящая миллионы.
- Хладнокровные.
- Сезон 7
- Смерть пришла дважды.
- Заложник.
- Торговец детьми.
- Убийственное испытание.
- Смертельное падение.
- Четвероногий свидетель.
- Сюрприз на день рождения.
- В последнюю минуту.
- Твист.
- Смерть блондинки.
- Темный секрет.
- Любовь убийцы.
- Волчьи ягоды.
- Сезон 8
- С полицейскими не целуются.
- Проклятие мумии.
- Ведьмы.
- Смертельное увлечение.
- Врачебная тайна.
- Известность любой ценой.
- Один всегда умирает.
- К последней пуле.
- Его последнее воскресенье.
- Случайный выстрел.
- Неудачная вечеринка.
- Смертельные витамины.
- Жертвы жертв.
- Сезон 9
- Голубь Якуба.
- В погоне за вечной жизнью.
- Сообщение от убийцы.
- Человек без памяти.
- Можно до полуночи.
- Допинг.
- Друг на жизнь и смерть.
- Двойная смерть.
- Смерть за решеткой.
- Прямо в сердце.
- Вред детям.
- Одержимость.
- Месть.
- Сезон 10
- Любовь матери.
- Большое маленькое зло.
- Вопрос доверия.
- По просьбе матери.
- Смертельное золото.
- Все в семье.
- Последний матч.
- Виртуальная жизнь, настоящая смерть.
- Школа страха.
- Цвета молчания.
- Смерть в аквапарке.
- В винных блюдах.
- Третий человек.
- Сезон 11
- Братство крови.
- Маэстро.
- Имя звезды.
- Плохие парни.
- Мотоциклисты.
- Камера Святого Антония.
- Тайна времени.
- Закрытое дело.
- Глаза кошки.
- Группа играет рок.
- Амнезия.
- Проклятие Караваджо.
- Братья.
- Сезон 12
- Вторжение.
- Покушение.
- В ловушке.
- Призрак капитана.
- Кровавое золото.
- Несчастный случай.
- Ты моя дочь.
- Выстрел в сердце.
- Сезон 13
- Секреты свидетеля.
- Очень длинный день.
- Эфедрин.
- Что говорят кости
- Среди волков
- Серый
- Лица любви
- Падение
- Почти идеальное преступление
- Смертельное танго
- Дочь
- Нечестная игра
- Ночь Перуна
- Сезон 14
- Ящерица
- Овертайм
- Горький шоколад
- Поездка на смерть
- Фабрика
- Монах
- Художники обольщения
- Смертельная головоломка
- Встреча с миллионером
- А вот месть
- Око за око
- Амок
- Три фута под землей
- Сезон 15
- Открытие
- Прыжок
- Смерть на звезды
- Месть Эвридики
- Добраться до убийцы
- Оливер
- Инъекция
- Копье амазонки
- Сейф
- Серийное самоубийство
- Потерянный
- Непрощенный
- Кухня Риты
- Сезон 16
- Кибольские баллы
- Смертельные секреты
- Тень прошлого
- Исчезновение
- Мусорный бизнес
- Свидание со смертью
- Помолвка
- Всё будет хорошо
- Шестое чувство
- В темноте переулке
- Закон кармы
- Дизайнер
- Тайна монастыря
- Сезон 17
- До могилы
- Шнур
- Неудобный свидетель
- Тату скорпион
- Смертельный план
- Умышленное убийство
- Похищение
- Терапевт
- Журнал вызовов
- Суждение
- Зверь Королевы
- Девушки на продажу
- На смерть и жизнь
- Сезон 18
- Последняя битва
- Экзамен
- Эфемера
- Школьный убийца
- Тренер
- Ночной парикмахер
- Нотариус
- Лом
- Четвертая строка
- До свидания
- Надежный план
- Старый друг
- Торговец смертью
- Сезон 19
- Соседка
- Забавный человек
- Подозреваемые
- Выхлоп
- Радость природы
- Второй офицер из Касабланки
- Убивать в рассрочку
- Новое открытие
- Плантация
- Золотой свисток
- Гангстерские тайны
- Средместье
- Женщина из тренера
- Сезон 20
- Обмен
- Ночное дежурство
- Нумина Сунт Одиоза
- Посмертная маска
- Реальная жизнь
- Сбор грибов
- В паутине
- Двойная доставка
- Тот, кто это видел
- Детектив
- Блаженны терпеливые